# Hans Fuglsang-Damgaard
Hans Fuglsang-Damgaard, född 29 juli 1890, död 8 juli 1979, var en dansk teolog och biskop.
Hans Fuglsang-Damgaard var docent i systematisk teologi vid Köpenhamns universitet 1925–1933, blev teologie doktor 1930 och biskop över Köpenhamns stift 1934. Han verkade bland annat inom den ekumeniska rörelsen, var ordförande i den danska kommittén av Faith and Order 1935 och hade anknytning till grupprörelsen. Bland hans skrifter märks Die religionsphilosophischdogmatischen Grundzüge des Symbolofideismus (1925), Karl Barth og hans Teologi (1928, 2:a upplagan 1931), Pariserskolens Teologi (1930), Religionspsykologi (1933), Privatskriftemaalets Førnyelse (1933, svensk översättning 1935), Oxford-Gruppen. En ny Vej til det gamle Evangelium (1936, svensk översättning 1938), Fest og Alvor i Danmarks Kirke (1946) och Kirken og Tiden (1946).